# Edoardo Menichelli
Edoardo Menichelli (San Severino Marche, 14 ottobre 1939) è un cardinale e arcivescovo cattolico italiano, dal 14 luglio 2017 arcivescovo emerito di Ancona-Osimo.

## Biografia
È nato a Serripola, frazione di San Severino Marche, allora sede vescovile, in provincia di Macerata, il 14 ottobre 1939. All'età di undici anni, nel 1950, lui e le sue sorelle hanno perso entrambi i genitori.

### Formazione e sacerdozio
Ha frequentato le scuole medie e il ginnasio presso il seminario di San Severino Marche e successivamente, dopo aver scelto di seguire la sua vocazione sacerdotale, si è iscritto presso il Pontificio Seminario Regionale Pio XI di Fano, dove ha studiato filosofia e teologia. Ha poi frequentato la Pontificia Università Lateranense a Roma, dove ha conseguito una licenza in teologia pastorale.
Il 3 luglio 1965 è stato ordinato presbitero dal vescovo Ferdinando Longinotti per la diocesi di San Severino Marche, che nel 1986 è stata unita all'arcidiocesi di Camerino con la denominazione di Camerino-San Severino Marche.
Subito dopo l'ordinazione, è stato nominato assistente e vice-parroco della parrocchia di San Giuseppe a San Severino Marche e contemporaneamente è stato insegnante di religione nelle scuole statali della capitale italiana. Dal 1968 al 1991 ha lavorato come funzionario presso il Supremo Tribunale della Segnatura Apostolica. In un'intervista, parlando del periodo passato in Vaticano, ha affermato: "Ho benedetto le nozze di centinaia di sposi e fu proprio in quegli anni che capii quanto la famiglia sia la parte più bella della società, ma anche della Chiesa. Senza la famiglia, i sacerdoti sarebbero disoccupati, perché essa è il luogo dove viene custodita e donata la vita". Nel 1970 è stato assistente spirituale del gruppo "Roma 71" dei lupetti (scout). Dal 1992 al 1994 ha lavorato presso la Congregazione per le Chiese Orientali come ufficiale della segreteria. Ha inoltre ricoperto la carica di segretario particolare del prefetto della medesima congregazione, il cardinale Achille Silvestrini. Nel frattempo è stato collaboratore presso la parrocchia dei SS. Cuori di Gesù e Maria e cappellano nella clinica di Villa Mafalda. Ha inoltre collaborato all'ufficio di consiglio familiare della Facoltà di Medicina presso il Policlinico Agostino Gemelli ed è stato cappellano della stessa clinica. Ha preso parte attiva al sinodo della diocesi di Roma del 1993. Il 3 novembre dello stesso anno ha preso parte al funerale di stato del famoso regista ed attore italiano Federico Fellini, cerimonia presieduta dal cardinale Silvestrini.

### Episcopato
Il 10 giugno 1994 papa Giovanni Paolo II lo ha nominato arcivescovo metropolita di Chieti-Vasto. Dopo 19 giorni, il 29 giugno, giorno della solennità dei Santi Pietro e Paolo, si è recato presso la Basilica di San Pietro, dove il Pontefice gli ha imposto il pallio, simbolo di comunione tra la Santa Sede e il metropolita. Ha ricevuto la consacrazione episcopale il 9 luglio successivo, presso la basilica liberiana di Santa Maria Maggiore a Roma, per mano dal cardinale Achille Silvestrini, assistito da monsignor Antonio Valentini, arcivescovo emerito di Chieti-Vasto, e da monsignor Piergiorgio Silvano Nesti, arcivescovo di Camerino-San Severino Marche. Come suo motto episcopale ha scelto Sub lumine Matris, che tradotto vuol dire "Sotto la luce della Madre". Ha trascorso quasi dieci anni nell'arcidiocesi abruzzese riformando gli aspetti economico-amministrativi e rilanciando sotto molti profili la vita pastorale.
L'8 gennaio 2004 papa Wojtyła lo ha trasferito alla sede metropolitana di Ancona-Osimo, della quale ha preso solennemente possesso il successivo 7 marzo. Ha nuovamente ricevuto il pallio nella Basilica Vaticana il 29 giugno dello stesso anno. In considerazione della stima e dell'amore dimostrato in maniera fattiva verso la figura di San Camillo de Lellis e verso la promozione dell'Ordine nell'arcidiocesi di Chieti-Vasto, è stato aggregato all'Ordine dei Camilliani dal superiore generale Frank Monks, il 14 luglio 2004. Nel gennaio 2010, in occasione di una visita nella città di Vasto per la benedizione del nuovo tabernacolo nella chiesa di San Marco, ha dichiarato: "Volevo rinnovare verso la città il mio affetto e la mia stima, e anche un po' di nostalgia. Non posso dire più di un po', perché qualcuno si offenderebbe, ma c'è molta nostalgia in me". Ha anche curato il XXV Congresso Eucaristico Nazionale di Ancona, concluso da papa Benedetto XVI l'11 settembre 2011.
Papa Francesco lo ha nominato membro della III Assemblea Generale Straordinaria del Sinodo dei Vescovi sul tema della famiglia tenutasi in Vaticano nell'ottobre del 2014, dove è stato relatore del circolo minore italiano "A". In quest'occasione, parlando del problema della comunione ai divorziati, monsignor Menichelli ha dichiarato che: "Il problema non può essere “Comunione sì-Comunione no” a quanti hanno fatto l'esperienza di un matrimonio sbriciolato. Il vero nocciolo della questione è riuscire a ridare pace alle persone che hanno sperimentato un fallimento". Secondo l'arcivescovo occorre ripensare anche al cammino di preparazione al matrimonio: "Ho avuto la fortuna di avere una famiglia povera, semplice, ma molto unita. Ma, oggi, l'amore e il suo approdo gioioso non sono più dentro una “vocazione”, quanto piuttosto dentro un'esperienza che c'è finché dura".
Il 14 ottobre 2014, al compimento del 75º genetliaco, ha presentato al Sommo Pontefice la rinuncia al governo dell'arcidiocesi ai sensi del canone 401 § 1 del Codice di diritto canonico, ma è confermato alla guida dell'arcidiocesi per un ulteriore anno.
All'interno della Conferenza Episcopale Italiana è segretario della Commissione episcopale per la famiglia, mentre nella Conferenza Episcopale Marchigiana è presidente e delegato per la famiglia, per l'ecumenismo e il dialogo e per la pastorale del tempo libero, turismo e sport. Attualmente è anche assistente ecclesiastico nazionale dell'Associazione Medici Cattolici Italiani.
È conosciuto dai suoi fedeli per la guida di una Fiat Panda, e per vivere con grande semplicità.

### Cardinalato
Il 4 gennaio 2015, dopo l'angelus domenicale, papa Francesco ha annunciato la sua intenzione di crearlo cardinale nel concistoro che si è svolto presso la Basilica di San Pietro il successivo 14 febbraio, in cui gli sono stati conferiti l'anello, la berretta cardinalizia e il titolo cardinalizio dei Sacri Cuori di Gesù e Maria a Tor Fiorenza, istituito nello stesso concistoro. Ha preso possesso della Chiesa dei Sacri Cuori di Gesù e Maria il 12 giugno dell'anno medesimo, in una cerimonia svoltasi alle ore 19.
L'allora presidente della Regione Marche, Gian Mario Spacca, ha definito la nomina di monsignor Menichelli "una benedizione per tutta la comunità marchigiana che il Santo Padre ha voluto donarci nel giorno dell'Epifania". Egli ha anche aggiunto che: "Da vescovo di Ancona e Osimo monsignor Edoardo Menichelli ha sempre servito con grande dedizione, umiltà, vicinanza e amore tutti, e ha avuto un'attenzione particolare per le persone più fragili. Il mio cuore è pieno di gioia, mai scelta fu più giusta".
Il successivo 13 aprile è stato nominato membro della Congregazione per le Chiese Orientali e del Pontificio Consiglio della Pastorale per gli Operatori Sanitari.
Dal 4 al 25 ottobre 2015 ha partecipato, per diretta nomina pontificia, alla XIV Assemblea Generale Ordinaria del Sinodo dei Vescovi che si è tenuta nella Città del Vaticano, svolgendo il ruolo di moderatore del circolo minore "B" di lingua italiana.
Il 14 luglio 2017 papa Francesco ha accolto la sua rinuncia al governo pastorale dell'arcidiocesi di Ancona-Osimo per raggiunti limiti di età.
Il 1º aprile 2019 è stato nominato consulente ecclesiastico del Centro italiano femminile.
Il 14 ottobre 2019, al compimento degli ottant'anni, è uscito dal novero dei cardinali elettori.

## Genealogia episcopale e successione apostolica
La genealogia episcopale è:
- Cardinale Scipione Rebiba
- Cardinale Giulio Antonio Santori
- Cardinale Girolamo Bernerio, O.P.
- Arcivescovo Galeazzo Sanvitale
- Cardinale Ludovico Ludovisi
- Cardinale Luigi Caetani
- Cardinale Ulderico Carpegna
- Cardinale Paluzzo Paluzzi Altieri degli Albertoni
- Papa Benedetto XIII
- Papa Benedetto XIV
- Papa Clemente XIII
- Cardinale Enrico Benedetto Stuart
- Papa Leone XII
- Cardinale Chiarissimo Falconieri Mellini
- Cardinale Camillo Di Pietro
- Cardinale Mieczysław Halka Ledóchowski
- Cardinale Jan Maurycy Paweł Puzyna de Kosielsko
- Arcivescovo Józef Bilczewski
- Arcivescovo Bolesław Twardowski
- Arcivescovo Eugeniusz Baziak
- Papa Giovanni Paolo II
- Cardinale Achille Silvestrini
- Cardinale Edoardo Menichelli

La successione apostolica è:
- Vescovo Stefano Russo (2016)
- Vescovo Luciano Paolucci Bedini (2017)

## Riconoscimenti
- Paul Harris Fellow conferitogli dal Rotary Club di Osimo nel 2015[20]
- Cittadinanza onoraria di Ancona (cosiddetto "Ciriachino d'oro"), in occasione dei 1.600 anni dalla traslazione ad Ancona delle reliquie di San Ciriaco martire.[21]